# Seikai no danshō
Autre
Seikai no Danshō (星界の断章) est le titre sous lequel sont regroupées des nouvelles d'Hiroyuki Morioka se déroulant dans l'univers de Crest of the Stars et Banner of the Stars. Il n'y a pas de consensus sur la traduction du titre : "danshō" désigne un extrait d'une œuvre écrite, d'où l'existence de deux titres concurrents, Passage of the Stars et Lost Chapter of the Stars. Un premier recueil a été publié en juillet 2005, suivi d'un deuxième en mars 2007. Une des nouvelles du premier recueil a été adaptée en anime sous forme d'une OAV après la fin de la diffusion de Crest of the Stars.

## Seikai no danshō: tanjō
Tanjō (誕生, naissance) (baronh Ubénhoth) met en scène Dubeusec et Laicch à l'époque où ils faisaient du commerce. Leur rencontre avec l'épave d'un vaisseau spatial lève quelque peu le mystère sur l'origine des Abh. Cette aventure est aussi à l'origine de la conception de Lamhirh. L'OAV a été éditée en français par Beez Entertainment.

### Fiche technique
- Origine : Japon
- Titre original : Seikai no danshō : tanjō
- Titre international : Passage of the Stars - Birth ou Lost Chapter of the Stars - Birth
- Type : OAV
- Genre : space opera
- Durée : 1 x 25 minutes
- Année de production : 2000
- Produit par : Sunrise, WOWOW, Bandai Visual
- Histoire originale : Hiroyuki Morioka
- Illustrations originales : Takami Akai, Keiichi Eda
- Producteurs : Atsushi Shigeta, Masaki Kaifu, Mikihiro Iwata, Tsutomu Sugita, Korefumi Seki
- Réalisateur : Yasuchika Nagaoka, Osamu Nabeshima
- Scénario : Hiroaki Murakami
- Character Design : Keisuke Watabe
- Mechanical Design : Masanori Shino
- Directeur artistique : Tomoaki Okada
- Coloriste : Sayoko Yokohama
- Directeur de la photographie : Hisao Shirai
- Supervision des images numériques : Takayuki Furukawa
- Directeur du son : Katsuyoshi Kobayashi
- Musique : Katsuhisa Hattori

Voix :
- Dubeusec : Hirotaka Suzuoki
- Laicch : Gara Takashima
- Narrateur : Haruhiko Jo

## Source
- (en) Fiche Anime News Network